# Selección de baloncesto sub-18 de Gran Bretaña
La selección de baloncesto sub-18 de Gran Bretaña es el representante nacional de Gran Bretaña en las competiciones internacionales de baloncesto sub-18. Son administrados por British Basketball. El equipo compite en el Campeonato Europeo de Baloncesto Masculino Sub-18, con la oportunidad de clasificarse para la Campeonato Mundial de Baloncesto Sub-19.